# کورتکوو (استان اشوی‌داشکسیه)
کورتکوو (به لهستانی: Korytków) یک منطقهٔ مسکونی در لهستان است که در گمینا گووارچوو واقع شده‌است. کورتکوو ۳۳۰ نفر جمعیت دارد.